# Declaração de Caracas (1990)
Em 1990, a Organização Pan-Americana de Saúde (OPAS) e a Organização Mundial da Saúde (OMS) divulgaram um documento intitulado: A reestruturação da atenção psiquiátrica na América Latina: uma nova política para os serviços de Saúde Mental, que ficou conhecido como a Declaração de Caracas (Opas, 1990). 
A chamada Declaração de Caracas foi proclamada, em novembro de 1990, pela Conferência Regional para a Reestruturação da Atenção Psiquiátrica na América Latina no contexto dos Sistemas Locais de Saúde (SILOS), convocada pela Organização Mundial da Saúde (WHO, 1990). Esta conferência, cuja influência ideológica se estendeu por toda a América Latina e Caribe, asseverou: "A atenção psiquiátrica convencional não permite alcançar os objetivos compatíveis com uma atenção comunitária, descentralizada, participativa, integral, contínua e preventiva (WHO, 1990)". E ainda: "A reestruturação da atenção psiquiátrica na região implica a revisão crítica do papel hegemônico e centralizador do hospital psiquiátrico na prestação dos serviços (OMS, 1990)."
A Declaração de Caracas forneceu a justificativa ideológica e suas recomendações estimularam a discussão de alternativas técnicas no cuidado ao doente mental. Na realidade, a declaração aglutinou e deu força, organicidade e sustentação institucional, sob a chancela das organizações internacionais, aos movimentos reformistas do continente. 

Texto Completo
As organizações, associações, autoridades da saúde, profissionais de saúde mental, legisladores e juristas reunidos na Conferência Regional para a Reestruturação da Atenção Psiquiátrica dentro dos Sistemas Locais de Saúde.
Notando que
1. A atenção psiquiátrica convencional não permite alcançar os objetivos compatíveis com uma atenção comunitária, integral, descentralizada, contínua, participativa e preventiva;
2. O hospital psiquiátrico como uma única modalidade assistencial dificulta a consecução dos objetivos acima mencionados por:
  1. Provocar o isolamento do paciente de seu meio, gerando dessa maneira maior incapacidade para o convívio social;
  2. Criar condições desfavoráveis que põem em perigo os direitos humanos e civis do paciente;
  3. Absorver a maior parte dos recursos financeiros e humanos destinados pelos países aos serviços de saúde mental;
  4. Fomentar um ensino insuficientemente vinculado às necessidades de saúde mental das populações, dos serviços de saúde e outros setores.

Considerando que
1. A Atenção Primária de Saúde é a estratégia adotada pela Organização Mundial de Saúde e pela Organização Pan-americana de Saúde, referendadas pelos Estados Membros para a consecução da meta Saúde para Todos no Ano 2000;
2. Os Sistemas Locais de Saúde (SILOS) foram estabelecidos pelos países da região para facilitar a consecução dessa meta por oferecerem melhores condições para o desenvolvimento de programas baseados nas necessidades da população e com características descentralizadas, participativas e preventivas;
3. Os Programas de Saúde Mental e Psiquiatria devem adaptar-se aos princípios e orientações que fundamentam essas estratégias e modelos de organização de atenção à saúde.

1. Que a reestruturação da atenção psiquiátrica ligada a Atenção Primária de Saúde e nos marcos dos Sistemas Locais de Saúde permite a promoção de modelos alternativos centrados na comunidade e nas suas redes sociais;
2. Que a reestruturação da atenção psiquiátrica na região implica a revisão crítica do papel hegemônico e centralizador do hospital psiquiátrico na prestação de serviços;
3. Que os recursos, cuidado e tratamento devem:

Salvaguardar invariavelmente a dignidade pessoal e os direitos humanos e civis;
Estar baseados em critérios racionais e tecnicamente adequados;
Propiciar a permanência do paciente em seu meio comunitário.
1. Que as legislações dos países devem se ajustar de maneira que:

Assegurem o respeito aos direitos humanos e civis dos pacientes mentais;
Promovam a organização de serviços que 9 garantam seu cumprimento;
1. Que a capacitação dos recursos humanos em Saúde Mental e psiquiátrica deve ser realizada apontando para um modelo cujo eixo passe pelo serviço de Saúde comunitário e propicie a internação psiquiátrica em hospitais gerais, de acordo com os princípios diretores que fundamentam esta reestruturação;
2. Que as Organizações, associações e demais participantes desta Conferência se comprometam acordada e solidariamente a assegurar e desenvolver nos países programas que promovam a reestruturação, assim como se comprometam pela promoção e defesa dos direitos humanos dos pacientes mentais de acordo com as legislações nacionais e com os respectivos compromissos internacionais.

Para o qual
CONCLAMAM:
Os Ministérios de Saúde e Justiça, os Parlamentos, a Seguridade Social e outros prestadores de serviços, as organizações profissionais, as associações de usuários, universidades e outros centros de capacitação, organizações de defesa dos direitos humanos e os meios de comunicação social, com o objetivo de apoiar a reestruturação da Atenção Psiquiátrica, assegurando assim o êxito na sua implementação em benefício das populações da região. 
REFERÊNCIAS
1. ↑  MACHADO, Ana Lúcia. Reforma psiquiátrica e mídia: representações sociais na Folha de S. Paulo. Ciênc. saúde coletiva,  Rio de Janeiro,  v. 9, n. 2, p. 483-491, June 2004. Available from <http://www.scielo.br/scielo.php?script=sci_arttext&pid=S1413-81232004000200024&lng=en&nrm=iso>. access on 28 Aug. 2015.
2. ↑  DAL POZ, Mario Roberto; LIMA, José Carlos de Souza; PERAZZI, Sara. Força de trabalho em saúde mental no Brasil: os desafios da reforma psiquiátrica. Physis,  Rio de Janeiro,  v. 22, n. 2, p. 621-639, June  2012.   Available from <http://www.scielo.br/scielo.php?script=sci_arttext&pid=S0103-73312012000200012&lng=en&nrm=iso>. access on  28 Aug. 2015.
3. ↑  http://pfdc.pgr.mpf.mp.br/atuacao-e-conteudos-de-apoio/legislacao/saude-mental/declaracao_caracas